# فرودگاه سلرنو کوستا د ملفی
فرودگاه سلرنو کوستا د ملفی (به انگلیسی: Salerno Costa d'Amalfi Airport) (به زبان بومی: Aeroporto Salerno Costa d'Amalfi) یک فرودگاه همگانی و نظامی با کد یاتا QSR است . این فرودگاه در شهر سالرنو کشور ایتالیا قرار دارد و در ارتفاع ۴۰ متری از سطح دریا واقع شده است.